# Sarah Gilbert
Sarah Catherine Gilbert, född april 1962, är en brittisk immunolog.
Sarah Gilbert studerade biologi på University of East Anglia, med en kandidatexamen, och doktorerade på University of Hull på en avhandling om genetik och biokemi för jästarten Rhodosporidium toruloides. Hon har därefter arbetat med forskning på bland andra Brewing Industry Research Foundation, Leicester Biocentre och läkemedelsföretaget Delta Biotechnology fram till 1994, då hon kom till Oxfords universitet. År 2004 blev hon professor vid Jenner Institute, som är en del av Nuffield Department of Medicine vid Oxfords universitet.
Hon grundade 2016 tillsammans med Adrian Hill vaccinutvecklingsföretaget Vaccitech i Oxford, som är ett spinofföretag från Oxfords universitet.
Sarah Gilbert leder Jenner Institutes utveckling av vacciner för influensa och nya patogener.
Hon har under 2020 arbetat med en kandidat till vaccin mot covid-19, ChAdOx1 nCoV-19, tillsammans med bland annat Oxford Vaccine Group.
Sarah Gilbert är sedan 1998 mor till trillingar.